# Grad Herrenchiemsee
Herrenchiemsee je grad na otoku Herreninsel na Chiemskem jezeru na Bavarskem. Gradnjo gradu je naročil bavarski kralj Ludvik II. Bavarski.
Otok, ki je bil nekdaj samostan, je leta 1873 kupil bavarski kralj Ludvik II. Kralj je prostore spremenil v rezidenco, znano kot Stara palača (Altes Schloss). Od leta 1878 dalje je zgradil palačo Novi Herrenchiemsee (Neues Schloss), ki je temeljila na Versajski palači. To je bil največji, vendar tudi zadnji gradbeni projekt, ki je ostal nepopoln. Herrenchiemsee, ki jo danes vzdržuje Bavarska uprava državnih palač, vrtov in jezer, je dostopna javnosti in pomembna turistična znamenitost.

## Splošno
Medtem ko si je Ludvik zamislil grad Neuschwanstein kot viteški grad in dvorec Linderhof kot kraljevo palačo, je želel za Herrenchiemsee, da postane pomnik bourbonskih kraljev ter spominja na grad v Versaillesu.
Ludvik tega gradu, kot tudi vseh ostalih, ni želel pokazati javnosti in ga je želel imeti kot zasebno zatočišče, kamor bi se umaknil pred vsakdanjikom ter se prepuščal svojemu sanjskemu svetu. 
Grad ni bil nikoli dokončan, saj je Ludvik prej umrl. Ludvik je v gradu preživel le nekaj dni v septembru leta 1885.

## O gradu

### Gradnja
Leta 1867 je mladi kralj Ludvik II. odpotoval v Francijo, vendar se je moral vrniti na Bavarsko, ko je slišal za smrt svojega strica Otta, brez možnosti obiska Versajske palače. Kljub temu se je ukvarjal z rezidenco francoskega kralja Ludvika XIV. in je načrtoval podoben prostor za umik, ki ga je pripravil njegov dvorni arhitekt Georg von Dollmann (1830–1895). Možna lokacija je bila izbrana v dolini Graswang v bližini  opatije Ettal, poznejšega kraja dvorca Linderhof.
Po več revizijah so Dollmannovi načrti za nekdanji paviljon, ki spominja na Veliki Trianon ali Château de Marly, zrasli v veliko palačo, vključno s kopijo versajske dvorane ogledal. Gradnja je bila ustavljena z izbruhom francosko-pruske vojne leta 1870. V naslednjih letih se je Ludvik osredotočil na gradnjo Linderhofa. Svoje prejšnje načrte je nadaljeval, ko je končno obiskal Versailles poleti 1874, ko ga je francoska vlada sprejela ob njegovem rojstnem dnevu 25. avgusta. Herrenchiemsee je postal označeno mesto za veliko novo palačo okrog osrednjega korpusa, ki so ga oblikovali Dollmann, Christian Jank in Franz von Seitz.
Gradnja se je začela 21. maja 1878. Sam Ludvik je redno nadzoroval potek gradnje, medtem ko je stanoval v bližini Stare palače. Kot poklon oboževanemu kralju Ludviku XIV. in njegovi božanski pravici, se je Herrenchiemsee pojavil kot zasebno, vendar veliko prebivališče, ki je podobno Versaillesu, vendar nikoli ni bilo zasnovano za gostiteljstvo tisočglavega kraljevega gospodinjstva. Ludvik je imel priložnost, da je ostal v palači le nekaj dni septembra 1885, s pestro sobami, bogato okrašenimi in nedokončanim delom, prekritim s pisanimi platni.
Po kraljevi smrti zaradi utopitve naslednjega leta so se vsa gradbena dela ustavila. V celotnem obdobju med letoma 1863 in 1886 je bilo porabljenih 16.579.674 mark (v oktobru 2013 bi to znašalo približno 250.100.000 USD), kar je več od skupnih stroškov gradnje. Linderhofa in Neuschwansteina skupaj. Stroški so kraljeve finance pripeljali na rob bankrota, čeprav so imeli močno spodbudo za lokalno gospodarstvo.
Le nekaj tednov po Ludvikovi smrti je bila zgradba odprta za javnost. Po novembrski revoluciji je prestolonaslednik Rupprecht leta 1923 odstopil Herrenchiemsee deželi Bavarski.
- Herrenchiemsee, pogled z vrta.
- Herrenchiemsee, dvoriščna stran.
- Zrcalna dvorana.
- Herrenchiemsee, vodnjak v parku.

### Oblikovanje
Za razliko od srednjeveške teme Neuschwansteina, ki se je začel graditi leta 1869, je neobaročna nova palača spomenik Ludvičovemu občudovanju francoskega kralja Ludvika XIV. Njegova velika Dvorana zrcal je na stropu poslikana s 25 ploščami, na katerih je Ludvik XIV kot najboljši.
Grad se predstavlja kot stavba v preprostih osnovnih oblikah. Stavba je trinadstropna in je sestavljena iz treh skoraj paralelepipednih kril, ki v obliki podkve oblikujejo cour d'honneur ('častno dvorišče'). Na sredinskem krilu je 23-osi, in je obrnjen proti zahodu proti vrtu, sledita severni in južni trakt, vsak s po 18 osmi.
Skoraj 100 metrov široka vrtna in krajše stranske fronte skoraj natančno posnemajo model Corps de Logis Versajske palače in tako sledijo slogu klasicističnega baroka. Blokaste fasade, s svojo malo poudarjeno obliko, dajejo močan vtis in jih le zrahljajo nizki rizaliti, ki štrlijo iz telesa stavbe. Pritličje je omejeno v preprostih oblikah, nadpovprečni Piano nobile z državnimi prostori je poudarjen z visokimi obokanimi okni, pilastri in položaji stebrov. Zgornje nadstropje gradu je zasnovano kot podstrešje, stavba je okronana z balustrado, okrašeno z vazami in trofejnimi predstavitvami, za katerimi je skrita ravna streha. Okras likov predstavlja alegorije kreposti, znanosti, poklicev in umetnosti.
Dvorišča Herrenchiemsee vzamejo iz modela Versaillesa le z osmimi stebri podprt balkona kraljeve spalnice. V svoji konstrukciji sledijo fasadam grajskega vrta, vendar so enostavnejše in zasnovane z manj dovršeno dekoracijo. V nasprotju s klasično baročno arhitekturno teorijo Ehrenhof Herrenchiemsee ni nikoli služil kot glavni vhod v grajsko stavbo, saj načrtovani pomol na vzhodu Herreninsela ni bil zgrajen in obiskovalci lahko pridejo neposredno do vrta gradu preko pomola na severu otoka.

### Notranjost
V pritličju je bilo samo 16 od 70 sob. Čeprav naj bi bila enakovredna Versajski palači, je bil zgrajen le osrednji del, preden je kralj umrl, gradnja pa je bila prekinjena, saj je bilo 50 od 70 sob še nepopolnih. Nikoli ni bilo mišljeno, da bi bila popolnoma natančna replika francoske kraljeve palače in jo na več mestih celo presegla. Tako kot Versailles ima tudi Dvorana zrcal 17 lokov, Dvorana miru in Vojna dvorana na obeh straneh imata po tri okna. Okenske niše na Herrenchiemseeju so nekoliko širše od tistih v Versaillesu, zato je osrednja fasada nekaj metrov širša. V jedilnici je miza z dvigalom in največji lestenec iz meissenskega porcelana na svetu. Tehnološko gledano ima stavba koristi tudi od skoraj dveh stoletij napredka. Prvotna Versajska palača ni imela stranišč, vode in centralne toplote, Nova palača pa ima vse to, vključno z veliko ogrevano kadjo.
Dokončana notranjost se nanaša skoraj izključno na srednje nadstropje gradu. Izjema je bila le veža, marmorna kopalnica s sosednjo garderobo in jedilnica z mehansko mizo v spodnjem nadstropju. 
Oprema sob in salonov je bila razdeljena na dva dela: devet reprezentančnih prostorov po vzoru Versaillesa, je do leta 1881 oblikoval Georg Dollmann in so jih do leta 1885 ustvarila Julius Hofmann in Franz Paul Stulberger.  Slike so ustvarili Wilhelm Hauschild, Ferdinand von Piloty, Ludwig Lesker in Franz Widnmann. Ludvik II. je nekaj umetnikov, ki so sodelovali pri opremi, poslal v Versailles, da bi lahko preučevali predloge na licu mesta. Zidne in stropne slike paradnih prostorov večinoma pokrivajo vsebino ustreznih vzornikov: življenje in delo francoskega sončnega kralja, pa tudi prizore in alegorije iz rimske in grške mitologije. Dnevne sobe, ki nimajo ustreznega versajskega vzora, nadaljujejo motive iz mitologije in so prizori iz življenja Ludvika XV. in Hofalltag v Versaillesu. 
Oprema Herrenchiemsees je brez sklicevanja na Versailles, katerega oprema je bila izgubljena zaradi prodaje in ropanja v času revolucij iz leta 1789 in 1848. Pomembnost, ki jo je kralj pripisal reprezentančnim prostorom je razvidna že iz dejstva, da so bile prve pogodbe za tkanine in prevleke odobrene že leta 1875, tri leta pred postavitvijo temeljnega kamna gradu.

### Grajski vrt
Pred gradom se razprostira baročni vrt, ki ga je zasnoval Carl von Effner in prav tako posnema Versailles. Na vrtu so velike fontane ter tako imenovana zelena preproga - zelenica, ki vodi do Chiemskega jezera.